# 日本音楽集団
日本音楽集団 （にほんおんがくしゅうだん、欧名:Pro Musica Nipponia） は、1964年創立の邦楽器演奏グループである。三木稔、長澤勝俊らの作品を初めとした現代邦楽をレパートリーとしている。

## 編成
各流派から正会員として邦楽器演奏家、作曲家が参加している。編成は曲によって変わるが、もっとも大きな規模になると、笛、笙、篳篥、尺八、胡弓、三味線、琵琶、箏、太鼓等の打楽器および指揮者からなる。

## 沿革
1964年4月に14名の同人をもって設立、11月に第1回定期演奏会を開いた。定期演奏会は現在年に4回開かれている。1976年から機関誌「邦楽現代」を発刊。1977年 - 1978年のNHK連続テレビドラマ「鳴門秘帖」の音楽（三木稔作曲）で広く一般に知られるようになった。三代目市川猿之助のスーパー歌舞伎では、1986年の「ヤマトタケル」と1991年の「オグリ」の音楽を担当した（いずれも長沢勝俊作曲）。1997年からは伝統文化放送（現・歌舞伎チャンネル）へ出演（一時期、定期演奏会が放送されていた）。
日本以外の団体・演奏家との共演も行っている。三木稔の「急の曲」（「鳳凰三連」より）をライプツィヒ・ゲヴァントハウス管弦楽団（1981年〔世界初演〕と1983年）、ニューヨーク・フィルハーモニック（1994年）と演奏した。他にも共演した団体・演奏家としては、北京中央民族楽団、韓国中央国楽管絃楽団、アイザック・スターン、ヨーヨー・マらがいる。

## 受賞歴
- 1967年 - 芸術祭奨励賞
- 1970年 - 芸術祭大賞
- 1971年 - 芸術祭優秀賞
- 1978年 - 第2回音楽之友社賞、レミー・マタン音楽賞
- 1988年 - 松尾芸能賞特別賞
- 1990年 - モービル音楽賞